# Ernest Vivian Fuchs
Sir Ernest Vivian Fuchs (Freshwater, 11 febbraio 1908 – Cambridge, 11 novembre 1999) è stato un esploratore britannico.
Nato nell'Isola di Wight da padre tedesco (immigrato in Inghilterra da Jena) e madre inglese, studiò geologia all'Università di Cambridge. Scelse questa facoltà perché pensava gli avrebbe permesso di coltivare la sua grande passione per gli spazi aperti.
Nel  1929 fece la sua prima spedizione, in Groenlandia. L'anno successivo partecipò ad un viaggio organizzato dall'università di Cambridge per studiare la geologia e la climatologia della regione dei laghi dell'Africa orientale. Poco dopo si unì ad una spedizione guidata dall'antropologo Louis Leakey alla Gola di Olduvai, chiamata "la culla dell'Umanità". Dopo essersi sposato con Joyce Connell, anch'essa una geologa, la accompagnò in un viaggio di studio in Tanzania nel 1937.
Durante la seconda guerra mondiale fu assegnato a posizioni del servizio civile britannico in Africa Orientale e a Plymouth, dove si facevano i preparativi per lo sbarco in Normandia.
Nel 1947 accettò un posto di geologo nell'ufficio londinese del British Antarctic Survey, che si occupava anche delle Isole Falkland e delle rivendicazioni territoriali britanniche in antartide. Ne divenne direttore nel 1958 e mantenne tale carica fino al 1973.

## La spedizione Fuchs-Hillary del 1957-58
Nel 1953 la British Antarctic Survey cominciò a fare piani per una spedizione di attraversamento dell'antartide. Nel 1955, in vista dell'Anno geofisico internazionale previsto per il 1957-58, fu messa a punto la Commonwealth Trans-Antarctic Expedition, che prevedeva di attraversare l'antartide con una spedizione motorizzata dal mare di Weddell al mare di Ross, passando dal polo sud. Il conquistatore dell'Everest, Edmund Hillary, avrebbe partecipato all'impresa.
Fuchs arrivò in antartide nel gennaio 1957 e, dopo aver allestito la base di appoggio South Ice circa 500 nell'interno, partì dalla base Shackleton, posta sulla costa del mare di Weddell, il 24 novembre 1957. Dopo aver raggiunto il polo sud, dove incontrò Edmund Hillary che vi era arrivato partendo dal mare di Ross, sostò qualche giorno nella base antartica statunitense Amundsen-Scott, da poco installata, proseguì la traversata e arrivò al lato opposto del continente il 2 marzo 1958. Il giorno stesso la regina Elisabetta II d'Inghilterra gli conferì il titolo di baronetto.
Assieme ad Edmund Hillary raccontò questa impresa nel libro The Crossing of Antarctica.